# シラガゴケ類
シラガゴケ類（しらがごけるい）は、シラガゴケ科シラガゴケ属 Leucobryum に分類されるコケ植物の総称。白い植物体をもつことからシラガゴケと呼ばれる。園芸や苔庭で利用される。
日本産の種として下記の6種が知られている。
- L. bowringii Mitt. アラハシラガゴケ
- L. glaucum (Hedw.) Angstr. ex Fr. シロシラガゴケ
- L. javense (Brid.) Mitt. ジャバシラガゴケ
- L. juniperoideum (Brid.) C.Mull. ホソバオキナゴケ
- L. scaberulum Card.
- L. scabrum Lac. オオシラガゴケ